# 気圧の尾根
気圧の尾根（きあつのおね、リッジ, ridge）とは地上天気図において高気圧または高圧部から等圧線が張り出している部分のことである。また、高層天気図においては等高線が張り出している部分のことを言う。
このような場所では高気圧の勢力が強く、周囲より気圧が高くなっている。高層天気図では、南から北に向かって張り出していることが多い。また、それに対応して地上付近にも高気圧が存在していることも多い。

## 概要
天気図において，高気圧の中心から細長く延びた気圧の高い部分。そのなかで最も気圧の高いところを結んだ線を峰線（リッジライン）という。高気圧の中心からU字状に細長く伸びていることが多い。また、低圧部と低圧部の間の気圧が高い部分の稜線も気圧の尾根という。気圧の峰付近には下降気流があり，雲は消散し天気がよくなる。

## 特徴
上空5500m付近の天気図では、等高度線が南側に凸になっている場所が気圧の谷、北側に凸になっている場所が気圧の尾根と呼ばれている。
多くの場合、上空の気圧の尾根が張り出せば、地上の高気圧が勢力を強める。

## 備考
「気圧の峰」は用いない。